# Marija Bryncewa
Marija Aleksandrowna Bryncewa (ros. Мария Александровна Брынцева, ur. 3 grudnia?/16 grudnia 1906 we wsi Otuzy w powiecie teodozyjskim guberni taurydzkiej (obecnie miejscowość Szczebietowka na Krymie), zm. 28 czerwca 1985 w Teodozji) – radziecka brygadzistka sowchozu i polityk, dwukrotny Bohater Pracy Socjalistycznej (1949 i 1958).

## Życiorys
Miała wykształcenie podstawowe. W wieku 11 lat zaczęła pracować w winnicach, od 1925 pracowała w kołchozie, później w sowchozie "Sudak", od 1931 pracowała w kołchozie winogronowym „Koktebel”. Podczas wojny z Niemcami przebywała na okupowanym terytorium, jej mąż (łącznik oddziału partyzanckiego) został rozstrzelany przez Niemców, po czym sama wychowywała sześcioro dzieci. Po wyzwoleniu Krymu w 1944 zaczęła pracować w kołchozie winogronowym jako drużynowa, a od 1959 brygadzistka, w 1957 została przyjęta do KPZR. Była deputowaną do Rady Najwyższej ZSRR od 4 do 8 kadencji i delegatem na XXIII Zjazd KPZR. W 1966 otrzymała honorowe obywatelstwo Teodozji.

## Odznaczenia
- Medal Sierp i Młot Bohatera Pracy Socjalistycznej (dwukrotnie – 24 czerwca 1949 i 26 lutego 1958)
- Order Lenina (czterokrotnie – 24 czerwca 1949, 23 lipca 1951, 23 sierpnia 1952 i 8 grudnia 1973)
- Order Rewolucji Październikowej (26 kwietnia 1971)
- Order Czerwonego Sztandaru Pracy (dwukrotnie – 30 kwietnia 1966 i 17 marca 1981)

I medale.